# جولی وینتربرت
جولی وینتربرت (انگلیسی: Joëlle Wintrebert؛ زادهٔ ۱۹۴۹) پدیدآور اهل فرانسه است.